# Liceum Ogólnokształcące w Centrum Edukacyjnym „Radosna Nowina 2000”
Liceum Ogólnokształcące im. Josephine Gebert w Centrum Edukacyjnym „Radosna Nowina 2000” – założone przez Fundację im. Księdza Siemaszki liceum ogólnokształcące w podkrakowskich Piekarach, będące częścią Centrum Edukacyjnego „Radosna Nowina 2000” – zespołu budynków zbudowanego na potrzeby liceum.

## Części składowe Centrum
Elementami Centrum są:
- Liceum ogólnokształcące
- domki internatu
- kompleks sportowy, w którego skład wchodzą: hala sportowa, siłownia, basen, bieżnia, zespół boisk
- budynki administracyjne
- kościół pw. Narodzenia Pańskiego

## Historia
Liceum Ogólnokształcące w Centrum Edukacyjnym „Radosna Nowina 2000” w Piekarach rozpoczęło działalność edukacyjną we wrześniu 2002 roku jako kontynuacja idei pracy z młodzieżą zainicjowanej w XIX w. przez Kazimierza Siemaszkę, księdza ze Zgromadzenia Księży Misjonarzy św. Wincentego à Paulo. Kazimierz Siemaszko działał w kościele krakowskim na rzecz edukacji dzieci z tamtejszych biednych rodzin. Działalność kontynuatorów ks. Siemaszki została rozwiązana przez komunistyczne władze Polski w 1954 r., co w znaczącym stopniu uniemożliwiło misjonarzom realizację swoich planów upowszechniania edukacji wśród dzieci ubogich.
Dzieło ks. Siemaszki odrodziło się po przemianach politycznych w Polsce w 1989 roku. Dzięki zabiegom ks. Bronisława Sieńczaka i jego współpracowników w 1991 roku powstała Fundacja im. ks. Siemaszki. Nową inicjatywą Fundacji było podjęcie w roku 1998 budowy Centrum Edukacyjnego „Radosna Nowina 2000” w Piekarach na ziemiach uzyskanych od Skarbu Państwa w zamian za ośrodki utracone w czasach PRL. Dzięki finansowemu wsparciu Józefiny Gebert ze Szwajcarii, powstał opisany wyżej kompleks budynków, wraz z elektrownią wodną na Wiśle, dostarczającą energię elektryczną m.in. na potrzeby szkoły. Szkoła została umieszczona w 2007 r. przez Gazetę Wyborczą na szóstym miejscu w rankingu publicznych liceów małopolskich, na pierwszym zaś, jeśli chodzi o licea spoza Krakowa.

## Znani absolwenci szkoły
- Malwina Kusior
- Dariusz Kuć
- Paula Gorycka